# Maoisme
Maoisme er en form for kommunisme, som udvikledes af Kinas kommunistpartis leder Mao Zedong. Statsbærende ideologi i Kina 1949-1978.
Til forskel fra Lenin mente Mao, at den proletariske revolution kunne gennemføres af bondebefolkningen, hvilket fremgår bl.a. af Maos bog "Rapport om en undersøgelse af bondebevægelsen i Hunan" 1927. Denne form for kommunisme antager desuden, at klassekampen fortsætter også i det socialistiske samfund, som følger efter revolutionen. Man betoner også stærkt betydningen af massemobilisering af folket, til forskel fra sovjetkommunismen, hvor partiet som avantgarde spiller en meget vigtigere rolle.
Mao Zedong betragtes af Kinas kommunistiske parti som en "stor revolutionær leder" for hans rolle i kampen mod den japanske invasion under anden verdenskrig og for at skabe Folkerepublikken Kina, men maoismen som implementeret mellem 1959 og 1976 betragtes af Kinas kommunistiske parti som en økonomisk og politisk katastrofe. I Deng Xiaopings dage blev støtten til radikal maoisme betragtet som en form for "venstreafvigelse" og baseret på en personkult.
I Kina har man aldrig brugt betegnelsen Maoisme. Man taler i stedet om Mao Zedongs-lære, som er beskrevet i bogen Maos lille røde. Bogen er en samling af citater af Mao. Bogen mistede sin betydning med arrestationen af Firebanden i 1976.
Efter Deng Xiaoping begyndte at reformere Folkerepublikken Kina i 1978, har Mao Zedongs tanker ikke længere den store betydning.

## Moderne opfattelse af Mao Zedong i Kinas Kommunistiske parti
Mao Zedong betragtes af Kinas kommunistiske parti som en "stor revolutionær leder" for hans rolle i kampen mod den japanske invasion under anden verdenskrig og for at skabe Folkerepublikken Kina, men maoismen som implementeret mellem 1959 og 1976 betragtes af Kinas kommunistiske parti som en økonomisk og politisk katastrofe. I Deng Xiaopings dage blev støtten til radikal maoisme betragtet som en form for "venstreafvigelse" og baseret på en personkult. Denne opfattelse af maoismens lederskabsprincip er blevet kritiseret som et angreb på kommunismen gennem et angreb mod dens ledere. Deng Xiaopings magtovertagelse i 1976 betragtes af den maoistiske bevægelse som en kontra-revolution, der kun kunne lade sig gøre fordi kulturrevolutionen ikke havde nået dybt ind i hæren, hvor Deng fandt sine stærkeste tilhængere. Kuppet var ledsaget af en massakre på 10.000 mennesker i Shanghai, der gjorde oprør mod anholdelsen af de maoistiske ledere.
I Kina har man aldrig brugt betegnelsen Maoisme. Man taler i stedet om Mao Zedongs-lære, som er beskrevet i bogen Maos lille røde. Bogen er en samling af citater af Mao. Bogen mistede sin betydning med arrestationen af Firebanden i 1976.
Efter Deng Xiaoping begyndte at reformere Folkerepublikken Kina i 1978, spiller Mao Zedongs tanker nu en sekundær rolle.

## Moderne Maoisme
Nu om dage er der maoistiske organisationer i væbnet kamp i mange lande, og maoistiske organisationer som forbereder folkekrige i mange andre lande. Her er for eksempel tale om Indiens Kommunistiske Parti/maoister, Filippinernes Kommunistiske Parti, Tyrkiets Kommunistiske Parti/marxister-leninister, forskellige partier og organisationer i Latinamerika  det Maoistiske Kommunistiske Parti i Frankrig, det Revolutionære Kommunistiske Parti i Canada, det Maoistiske Kommunistiske Parti i Italien, Rødgardisterne i USA, Komite Rødt Flag i Tyskland, Kommunistisk Forening i Sverige  og Tjen Folket i Norge.
I Danmark var Mao Zedong tænkningen repræsenteret af KFML, der fandtes fra 1968 til 1976, og ledte den mest militante del af den danske venstrefløj i perioden, før organisationen forlod Mao Zedong tænkningen, allierede sig med Deng Xiaoping og stiftede KAP i 1976. Resterne af denne dannede Bølge Efter Bølge i Aarhus, som knyttede sig til den maoistiske Revolutionære Internationalistiske Bevægelse [RIM] fra 1980 af, men som sygnede hen og holdt op med at være aktiv i 1980'erne, ligesom RIM senere oplevede i 00'erne. I 1994 blev en marxistisk-leninistisk-maoistisk organisation ved navn Studiekredsen Røde Sol stiftet i Danmark. I 2001 stiftede dennes medlemmer Organisationen for Rekonstitueringen af Danmarks Kommunistiske Parti, men denne organisation blev nedlagt i 2005. Siden har danske kommunister arbejdet for at genoptage arbejdet som Røde Sol og ORDKP efterlod.
Nu om dage er der maoistiske organisationer i væbnet kamp i Indien, Filippinerne, Tyrkiet, Peru, Brasilien, Ecuador og Bangladesh.

## Kritik
Kritikere af den maoistiske ideologi definerer den som en "venstredeviation" og kritiserer dens fokus på at ændre kultur først og økonomisk base sekundært, som en revisionisme af dialektisk materialisme som udviklet af Marx, Engels, Lenin og Stalin. I en debat mellem Kinesiske og Sovjetiske repræsentanter til Comintern i 1970'erne gik argumentet således: "Hvis man fokuserer alle sine ressourcer på at danne en socialistisk bevidsthed i befolkningen frem for at udvikle økonomien vil de sultne bønder ikke godtage nogen form for læring. De vil sige 'Revolution? Det lyder meget godt, men jeg vil hellere have en skål grød'. "
Endvidere peger kritikere på at Mao Zedong selv indrømmede at "Det store spring fremad" såvel som "Den kulturelle revolution" havde været venstredeviationer og fejltagelser, og at maoismen på trods af dette ser begge disse begivenheder som en vital del af at opbygge socialisme. Udover dette portrættere maoister ofte politkeren Deng Xiaopeng som værende en lumsk forræder der begik et magtkup efter Mao's død, på trods af at Mao og Deng var tætte allierede igennem en stor del af 1970'erne, og at det var Deng's diskussioner med Mao som ledte til hans politik om "Reform og åbning".
I forhold til det maoistiske syn på hvordan en revolution skal udføres, peger kritikere på det faktum at maoister baserer en stor del af deres strategi på den guerilla krig der blev udført af Kinas Kommustiske Parti fra 1945-1949, uden at tage højde den hjælp partiet modtog fra Sovjetunionen, eller at andre lande med deres unikke forhold ikke nødvendigvis er passende til at føre Guerilla krig.
Den mest generelt accepterede kritik af ideologien er at Mao Zedong aldrig selv proklamerede at have skabt en ny ideologi, eller at have videreudviklet Marxisme-Leninisme på nogen måde, kun at han havde taget den eksisterende teori og brugt den til at forstå de kinesiske forhold, såvel som den unikke vej til sejr i den kinesiske revolution.